# Cantalup

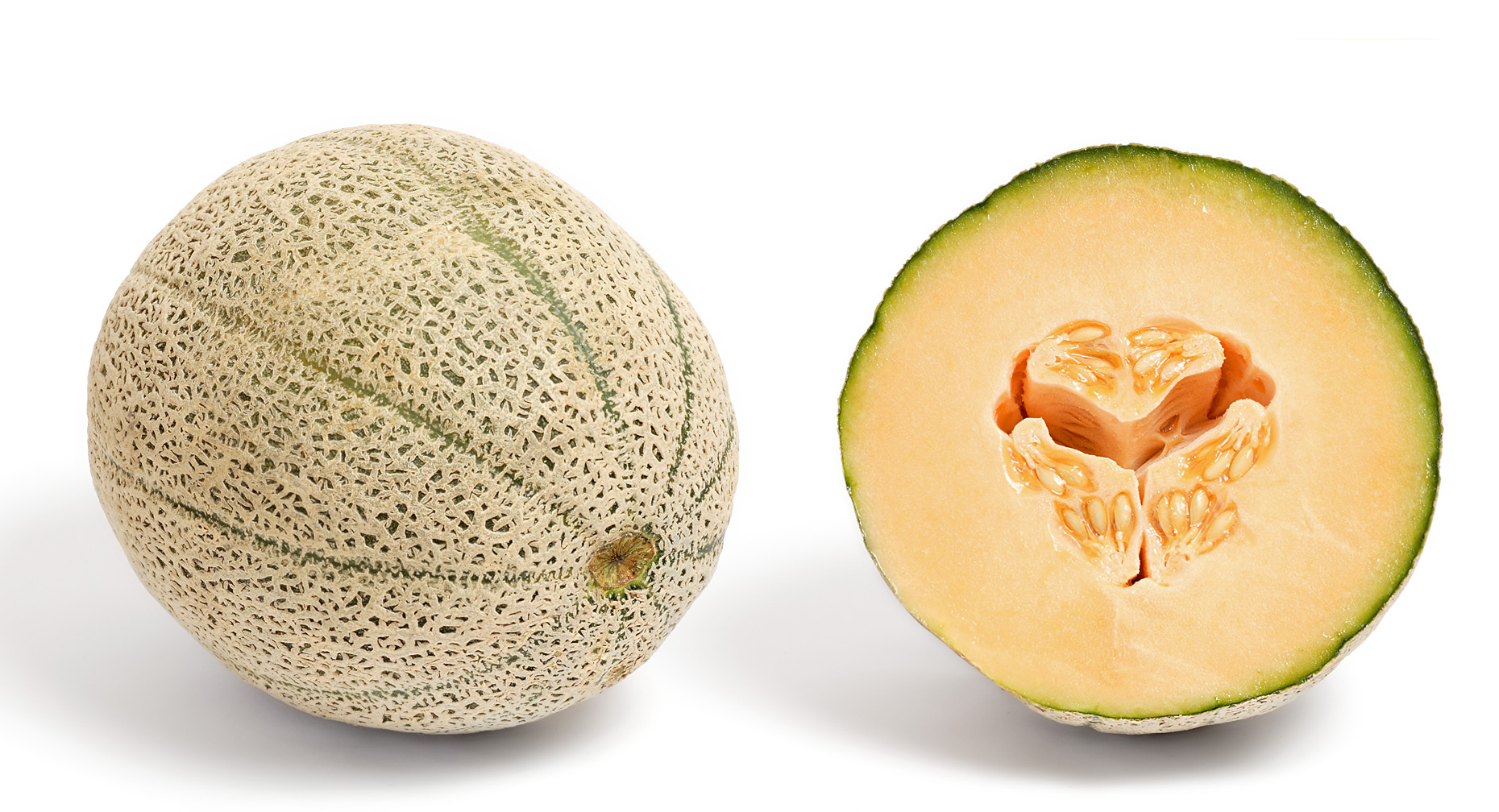
Secció d'un meló cantalup

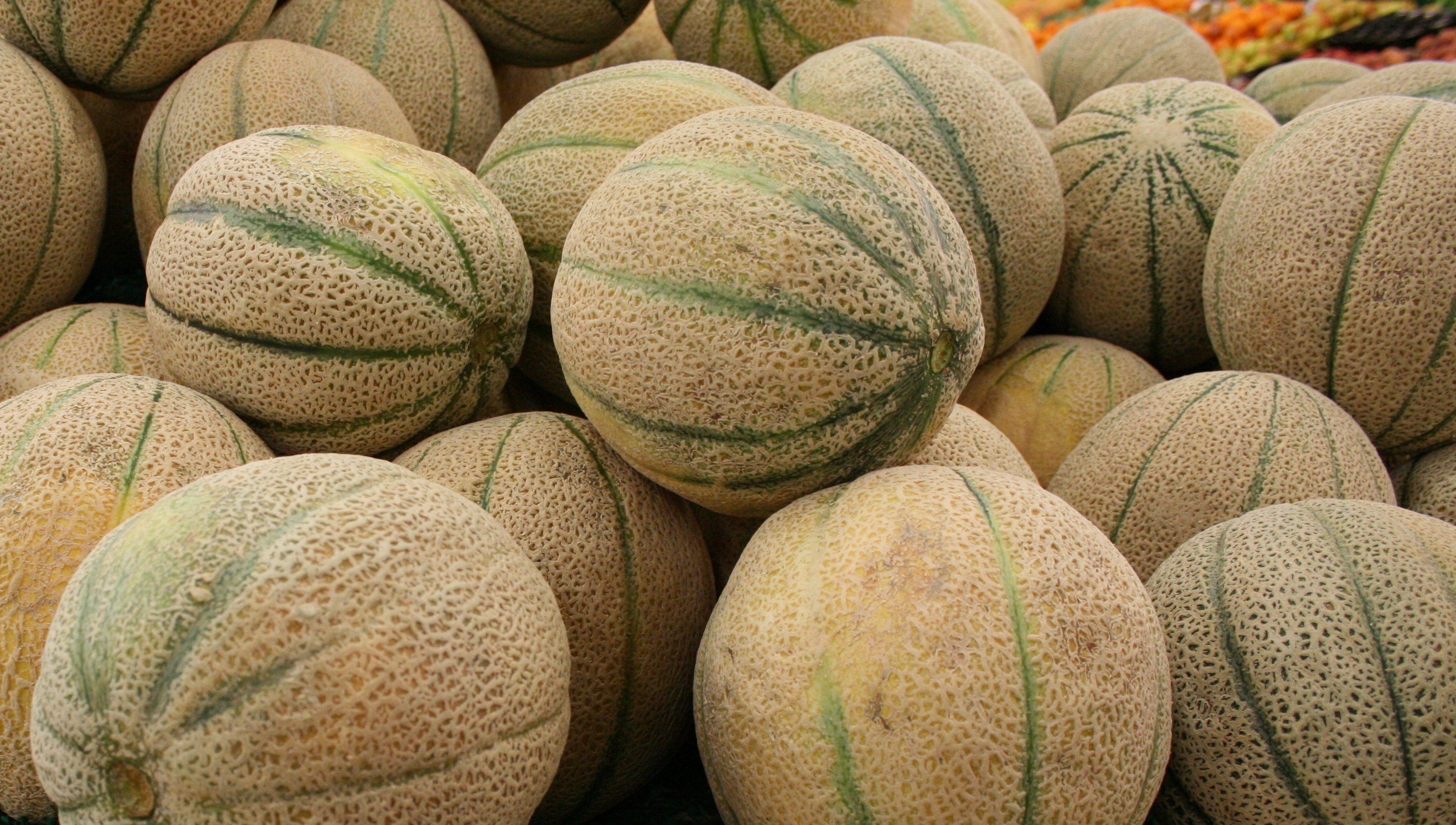
Melons cantalup a la fruiteria.

Cantalup és una varietat de meló Cucumis melo. El rang del seu pes va de 0,5 a 5 kg. Originàriament es consideraven només com Cantalup els melons de polpa de color taronja i sense reticula però actualment inclouen qualsevol meló de color taronja.
El nom de cantalup prové dels melons asiàtics portats al castell de Cantalupo al Vaticà.
Es van originar a Índia i Àfrica.